# Öna (ö i Västra Silen)
Öna eller Storön är en ö i Västra Silen i Silbodals socken i Årjängs kommun. Ön har en yta av 92 hektar. Den är belägen i sjöns nordligaste del, nära Årjäng.
Öna har varit befolkad ända sedan stenåldern. Vid sekelskiftet 1900 torde ön ha haft sin största befolkning med omkring 50 bofasta på fem bondgårdar. Förutom jordbruk var fiske viktigt för öbornas försörjning. Under 1900-talet minskade dock befolkningen snabbt och 1950 lades det sista jordbruket ned och ön övergavs. 1953 valde dock en familj att återvända och återuppta jordbruket på ön. På 1970-talet lades jordbruket åter ned, men ett bofast hushåll fanns 2012 ännu på ön. Därutöver finns fyra fritidshus på ön.